# Hablemos claro
Hablemos claro es el quinto álbum y segundo grabado con Ariola de la cantante mexicano-estadounidense Marisela. Fue grabado en 1990.  
Después del éxito del álbum anterior, Marisela graba rápidamente este nuevo álbum, con canciones de diferentes autores, entre ellos Aníbal Pastor.
De este disco sobresalen canciones como «Y se que vas a llorar», «Vete de mi», «A partir de hoy» (compuesta por el cantautor salvadoreño Álvaro Torres), «Ya te olvidé», «Tu adeudo», «Amor de compra y venta» y la canción homónima del álbum. Hablemos claro obtuvo disco de platino y de oro tras vender 3 millones de copias.

## Lista de canciones
1. Y sé que vas a llorar 3:20 (Carlos María)
2. Tú y yo 3:29 (Ángel Martino-M.A. Valenzuela)
3. Cha-Cha 4:20 (Adele Bertei-D. Briant-William Shelby)
4. Vete de mí 3:02 (Anselmo Solís)
5. A partir de hoy 3:46 (Álvaro Torres)
6. Ya te olvidé 3:27 (Anselmo Solís)
7. Tu adeudo 3:16 (Graciela Carballo-Horacio Lanzi)
8. En Cancún 4:59 (Enrique Elizondo-Jay Gruska-Paul Gordon)
9. Hablemos claro 3:45 (Aníbal Pastor)
10. Amor de compra y venta 3:35 (Jorge Luis Borrego)

- Datos: Q5890974